# Hermann Schaper (Maler)

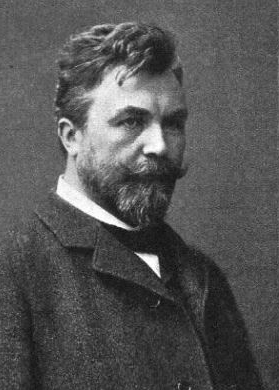
Hermann Schaper

Hermann Schaper (geboren 13. Oktober 1853 in Hannover; gestorben 12. Juni 1911 ebenda) war ein deutscher Figuren-, Bildnis- und Kirchenmaler, Kartonzeichner insbesondere für Mosaike, Innenarchitekt und Kunstgewerbler.

## Leben und Wirken

Titelbild der Illustrirten Zeitung vom 20. April 1911 mit einem von Schaper im Jugendstil gemalten Herold mit dem Wappen der Stadt Hannover, dem Sachsenross und dem Reichsadler.

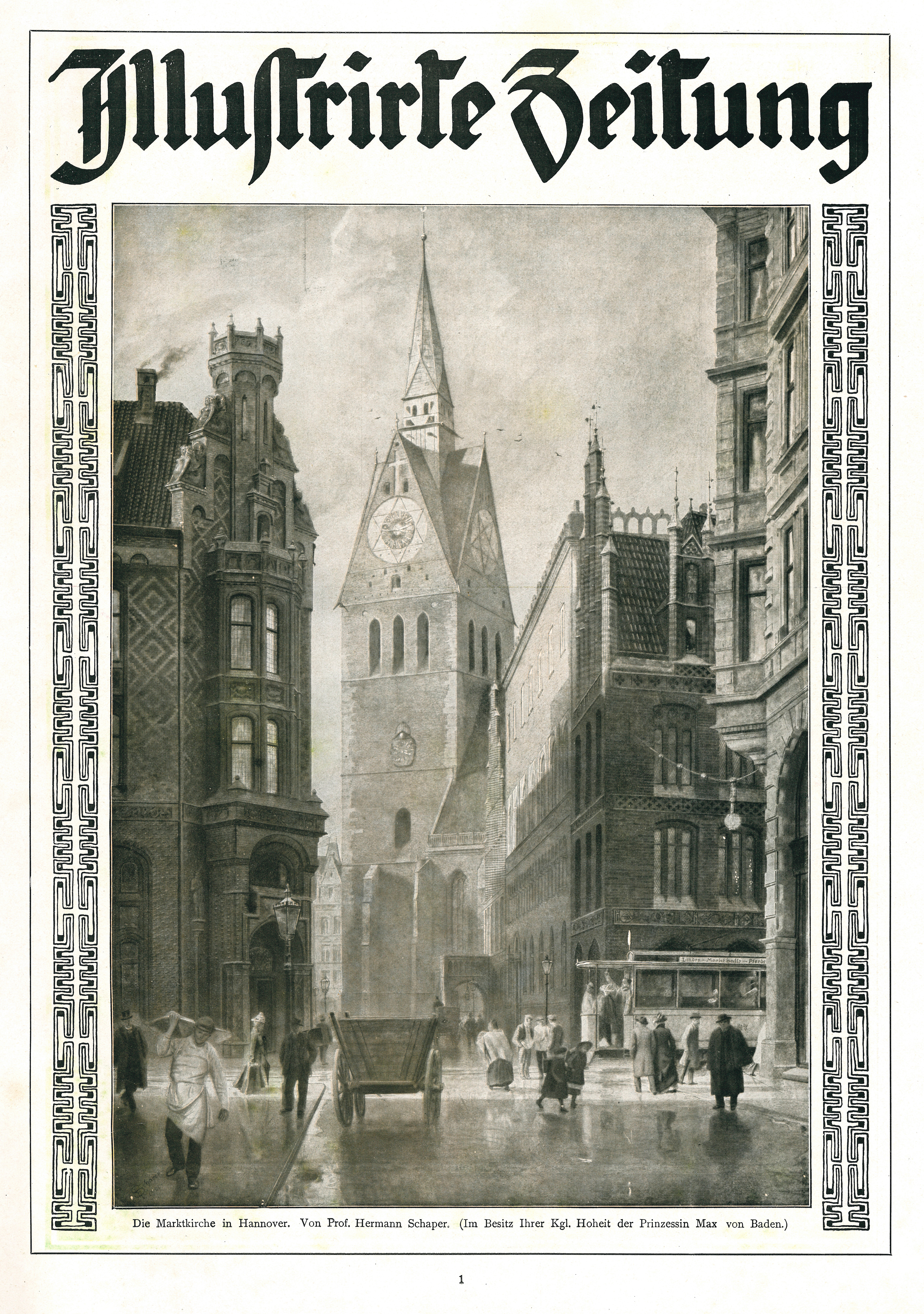
„Die Marktkirche in Hannover“.
Illustrierte Zeitung, Nr. 3538, 1911, S. 1

Hermann Schaper war Sohn und Schüler des hannoverschen Hofdekorationsmalers Christian Schaper.
Nach dem Besuch der hannoverschen Höheren Bürgerschule studierte er von 1869 bis 1873 an der Technischen Hochschule Hannover Kunstgeschichte und mittelalterliche Baukunst bei Conrad Wilhelm Hase. Daran schloss sich von 1873 bis 1875 ein Studium an der Akademie der Bildenden Künste in München an, wo er als Malschüler bei Ludwig von Löfftz und Wilhelm von Diez lernte. 1874 war er auch vorübergehend im Baubüro von Georg Hauberrisser in München tätig.
Nach Ende der Studienzeit ging Schaper 1875 in seine Geburtsstadt Hannover zurück, trat im selben Jahr dem Hannoverschen Künstlerverein bei und absolvierte bis 1876 seinen Militärdienst.
Ebenfalls 1876 übernahm er das Geschäft seines Vaters.
Von 1876 bis 1879 malte Hermann Schaper verschiedene Gebäude in Hannover aus, darunter – im Auftrag von Conrad Wilhelm Hase – das Alte Rathaus. Ab 1879 war er als selbständiger Maler tätig. 1889 erhielt Schaper die Ernennung zum Professor und ging im selben Jahr auf eine Studienreise nach Ravenna. 1900 wurde er Mitglied der Hannoverschen Bauhütte und bekam 1905 auf der Großen Berliner Kunstausstellung die „Kleine Goldmedaille“ verliehen.
Am 20. April 1911 gab die Leipziger Illustrirte Zeitung mit der Nummer 3538 im 136. Band einen zumeist mit ganzseitig vierfarbig illustrierter Werbegrafik versehenen Titel Kulturbilder aus Deutschland IV: Hannover und Grenzgebiete heraus. Der Verlag A. Madsack & Co. verkaufte die Nummer auch einzeln, versehen mit einem zusätzlichen Heftumschlag und einer vierfarbigen Titelgrafik von Hermann Schaper, „nur durch den Hannoverschen Anzeiger“ und mit zusätzlichen, zumeist ganzseitigen Werbegrafiken, zumeist vielfarbig und oftmals mit den Signaturen oder Monogrammen der jeweiligen Künstler versehen. Im Heft findet sich ebenfalls eine ganzseitige schwarz-weiß Reproduktion eines 1904 von Schaper geschaffenen Gemäldes mit Blick durch die belebte Köbelingerstraße auf die Marktkirche. Das Original fand sich laut Untertitel „Im Besitz Ihrer Kgl. Hoheit der Prinzessin Max von Baden“.
Schaper widmete sich hauptsächlich der malerischen Ausschmückung von Kirchengebäuden und historischen Bauwerken. Zu seinen bekanntesten Arbeiten zählen die Ausgestaltung des Aachener Doms sowie die Wandgemälde im Alten Göttinger Rathaus und in der westpreußischen Ordensburg Marienburg. Außerdem fertigte er zahlreiche Kartons für Mosaike an, wie die Darstellung von Mitgliedern aus dem Haus Hohenzollern in der Berliner Kaiser-Wilhelm-Gedächtniskirche. In der Zeit zwischen 1900 und 1911 war seine Werkstatt mit großen Aufträgen für Mosaiken, oft umgesetzt durch die Berliner Firma Puhl & Wagner, gut beschäftigt. Durch den Tod der jüngeren Mitarbeiter im Ersten Weltkrieg und durch die künstlerischen Umbrüche danach, löste sich die Werkstatt auf. Viele seiner Kunstwerke wurden im Zweiten Weltkrieg zerstört.

## Werke (Auswahl)

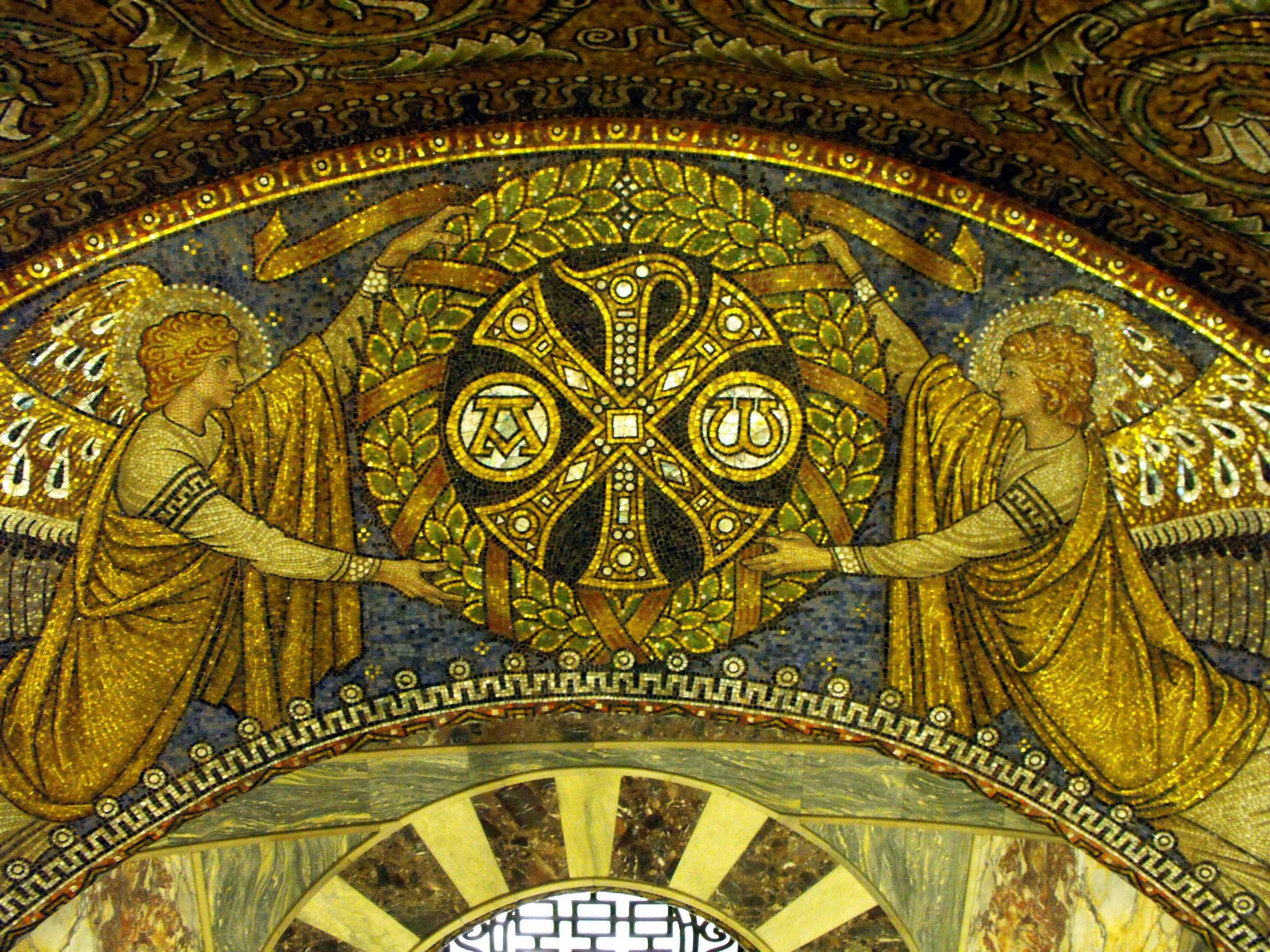
Aachener Dom: Detail des Kuppelmosaiks

- Altes Rathaus Hannover: Wandmalereien im Ratsweinkeller 1879 und im Festsaal 1882
- Rathaus Erfurt: ornamentale Deckenmalerei im Großen Saal, 1881
- Rathaus Aachen: Entwurf für Deckenmalerei im Kaisersaal, ausgeführt von Franz Wirth, 1881
- Marktbrunnen Hannover: Entwurf für die Brunnenfiguren, ausgeführt von Wilhelm Engelhard, 1881
- Altes Rathaus Göttingen: Wandmalerei in der Rathaushalle mit Wappen von Hansestädten und Szenen aus der Göttinger Stadtgeschichte, 1884–1886; Ausstattung des alten Sitzungssaales, 1903
- Jubiläums-Medaille zur 150-Jahr-Feier der Georg-August-Universität Göttingen, 1887[7]
- „Deutsches Buchhändlerhaus“ Leipzig: Glasmalerei nach Kartons von Schaper, 1888
- Marienkirche Pirna: Glasmalerei „Jüngstes Gericht“, 1890
- Klosterkirche Lehnin: Wandmalerei, 1890
- Kaiser-Wilhelm-Gedächtniskirche Berlin: Deckenmosaik in der Gedächtnishalle, u. a. Zug der Hohenzollernfürsten und -fürstinnen zum Agnus Dei, ab 1891
- Johanneskirche Gießen: Glasmalerei, 1893
- Garnisonkirche am Goetheplatz in Hannover: Wandmalerei und Glasmalerei „Die drei hohen Feste der Christenheit“, 1893 (die Kirche wurde 1959 abgerissen)
- Marktkirche Hannover: Wandmalerei im Altarraum „Erzengel Gabriel“, 1893
- Michaeliskirche Hildesheim: Wandmalerei in der Westkrypta, 1893 (1911 durch Mosaiken ersetzt); Neuausmalung der ganzen Kirche 1907–1910.[8]
- Ausgestaltung des Aachener Doms: Mosaiken nach Kartons von Schaper im Oktogon und in der Kaiserloge, Inkrustierung der Wände und Fußböden mit farbigem Marmor, Deckenmalereien, farbige Fensterverglasung, Treibarbeiten aus Bronze an Abschlussgittern und Türen, 1893–1901; Mosaik- und Marmorschmuck der Umgänge, 1907–1911
- Heilig-Kreuz-Kirche Hildesheim: Wandmalerei, 1898–1899
- Ordensburg Marienburg in Marienburg/Polen: Hochmeisterbilder im Kapitelsaal, Madonna, Karton zu einem Gemälde in der St. Anna-Kapelle, Abendmahlbild und drei historische Szenen im großen Remter, 1898–1911
- Bremer Dom: Wandmalerei und Mosaiken im Chor und an der Turmfassade, 1899–1901
- Stiftskirche Fischbeck: Wandmalerei, 1899–1901
- Gnadenkirche Berlin-Biesdorf: Mosaiken
- Erlöserkirche Bad Homburg vor der Höhe: Mosaiken, 1908 vollendet
- Lutherkirche Osnabrück: Christusbild in der Chorapsis, 1909
- Himmelfahrtskirche Jerusalem: Mosaiken, 1910
- Stadtfriedhof Engesohde, Hannover: Mosaik eines Engels am Grabmal des Fabrikanten August Werner, 1916

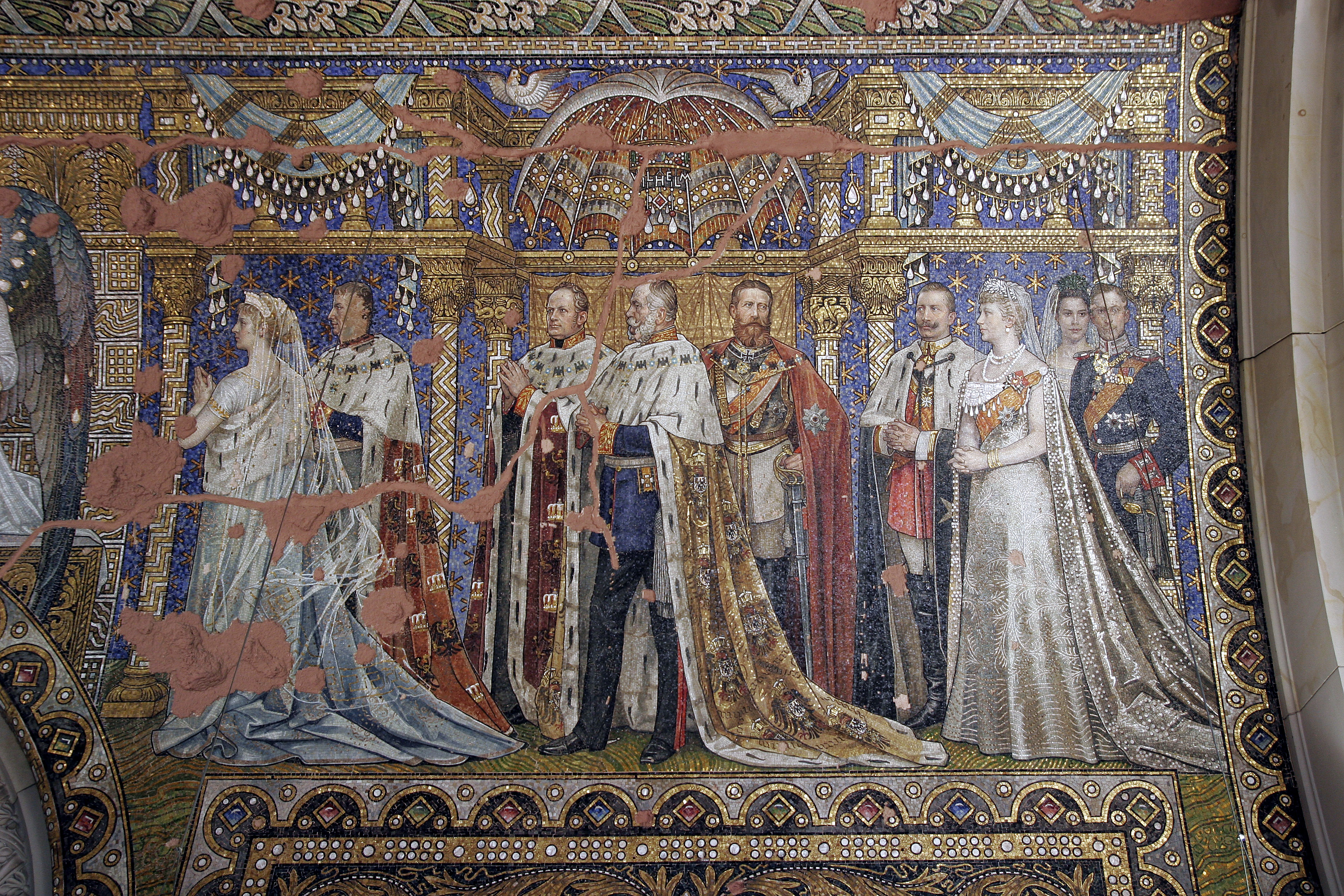
Ausschnitt aus dem Deckenmosaik in der Gedächtnishalle der Berliner Kaiser-Wilhelm-Gedächtniskirche
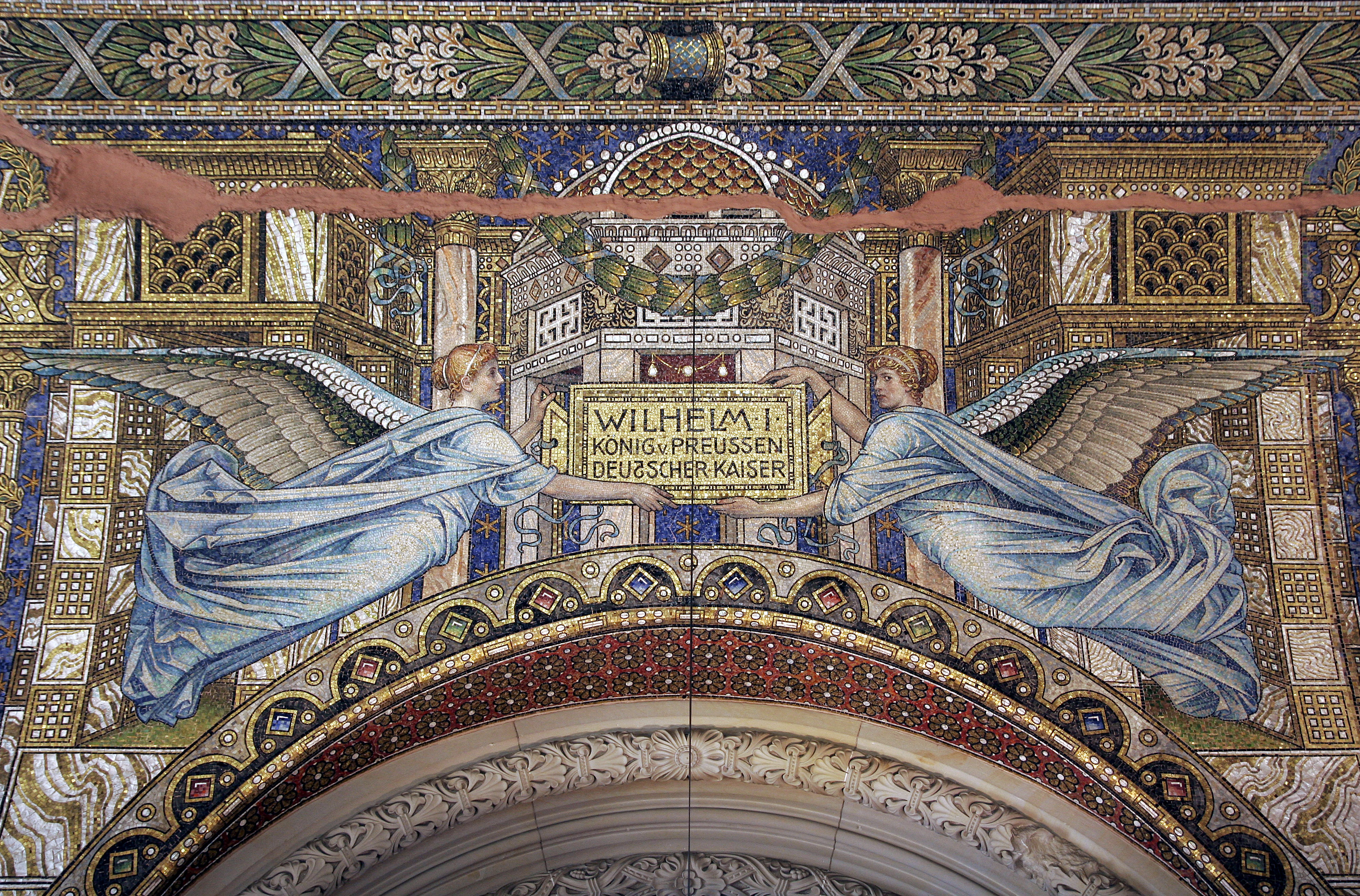
Ausschnitt aus dem Deckenmosaik in der Gedächtnishalle der Berliner Kaiser-Wilhelm-Gedächtniskirche
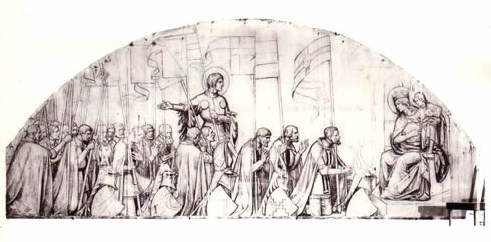
Karton zur Gestaltung der St. Anna-Kapelle in der Ordensburg Marienburg, Hermann Schaper, 1911

## Hermann-Schaper-Platz
Der 1927 angelegte Schaperplatz in Hannover-Kleefeld wurde laut dem Adressbuch der Stadt Hannover (von 1954) zunächst nach dem „Förderer des genossenschaftlichen Wohnungsbaues und Vorsitzenden der Kleefelder Baugenossenschaft“, Heinrich Schaper benannt. Im Jahr der Machtergreifung benannten die Nationalsozialisten den Platz 1933 um in Hermann-Schaper-Platz. Seit 1951 trägt der Platz wieder seinen ursprünglichen Namen.